# مرزلي فره
مرزلي فره (بالسلوفينية: Mrzli Vrh) هو تجمع سكني متناثر يقع في التلال الواقعة شمال شرق بلدة سبودنيا إدريا ضمن بلدية إدريا في منطقة كرنيولا الداخلية التقليدية في سلوفينيا.

## الجغرافيا
يمتد هذا التجمع السكني على تضاريس جبلية مرتفعة، ويتكون من عدد من المزارع والمنازل الريفية المتناثرة. يتميز بموقعه الطبيعي الهادئ والمناظر الخلابة للتلال والغابات المحيطة به، ويقع على ارتفاع يُقدّر بنحو 850 مترًا فوق سطح البحر.

## الامتداد الإداري
يُعد هذا الجزء من مرزلي فره تابعًا لبلدية إدريا، إلا أنه يمثل امتدادًا طبيعيًا لتجمع سكني يحمل الاسم نفسه في بلدية Žiri المجاورة، حيث يُقسم هذا التجمع بين بلديتين إداريتين مختلفتين.

## السكان
بحسب إحصاءات عام 2020، يقطن هذا التجمع ما يقرب من 50 نسمة، ويُعرف بانخفاض الكثافة السكانية، ما يعكس طبيعته الريفية المتناثرة والموقع الجغرافي الجبلي.